# Wetherby School
A Wetherby School egy magániskola 4-18 éves fiúk részére London három részén. Az elő-előkészítő, az eredeti iskola Notting Hillben található, az előkészítő Westminsterben és az újonnan alapított Wetherby Senior School Marylebone-ban. 
Az elő-előkészítőbe íratta be a királyi család György herceget. Ide járt édesapja, Vilmos és nagybátyja, Henrik is.

## Fordítás
Ez a szócikk részben vagy egészben  a   Wetherby School című angol Wikipédia-szócikk ezen változatának fordításán alapul.  Az eredeti cikk szerkesztőit annak laptörténete sorolja fel. Ez a jelzés csupán a megfogalmazás eredetét és a szerzői jogokat jelzi, nem szolgál a cikkben szereplő információk forrásmegjelöléseként.